# Mertarvik (Alaska)
Mertarvik es un lugar designado por el censo ubicado en el Área censal de Bethel en el estado estadounidense de Alaska. En el Censo de 2010 tenía una población de 0 habitantes y una densidad poblacional de 0 personas por km².

## Geografía
Mertarvik se encuentra en las coordenadas 60°48′40″N 164°29′57″O / 60.81111, -164.49917. Según la Oficina del Censo de los Estados Unidos, Mertarvik tiene una superficie total de 18.1 km², de la cual 18.1 km² corresponden a tierra firme y (0%) 0 km² es agua.

## Demografía
Según el censo de 2010, había 0 personas residiendo en Mertarvik. La densidad de población era de 0 hab./km². 